# 莫里茨·米勒
莫里茨·米勒（德語：Moritz Müller，1986年11月19日—），德国男子冰球运动员。他曾代表德国参加2018年和2022年冬季奥林匹克运动会冰球比赛，其中2018年冬季奥运会获得一枚银牌。